# シムーン (曲)
シムーン（英語: Simoon）は、イエロー・マジック・オーケストラ（YMO）の楽曲。作詞はクリス・モスデル、作曲は細野晴臣。1978年にリリースされたアルバム『イエロー・マジック・オーケストラ』に収録されている。

## 制作
曲名はアラビア砂漠などで砂嵐を起こす熱風を指している。
細野は映画『スター・ウォーズ』のC-3POとR2-D2が砂漠を歩いているイメージで制作され、歌詞手がける際に、細野からクリス・モスデルに「アラビアっぽい曲になるので、それにあった詞をつけてほしい」という主題の説明があったという。
ベースと風の音はARP Odyssey、メロディはKORG PS-3100、ドラムはMinimoog、パーカッションはMOOG III-Cがそれぞれ使用され、ヴォーカルは橋本俊一の生の歌声と、KORG VC-10を通した声が重ねられている。シーケンサーは意図的にタイミングをずらし、はね方を変えている。
アドリブのメロディは坂本龍一による手弾きである。細野によると、坂本のピアノソロが、すごく良いフレーズであったこと、ジャズの感じもできたことから、坂本は何でもできる人と評価した。YMO結成時だったこともあり、良い人が入ってきてくれたと所感を述べている。

## 収録アルバム
- YMO
  - 『イエロー・マジック・オーケストラ』（1978年）
  - 『イエロー・マジック・オーケストラ (US版)』（1979年）
  - 『シールド』（1984年）
  - 『テクノ・バイブル』（1992年）
  - 『YMO GO HOME!』（1999年）
  - 『NEUE TANZ』（2018年）

## カバー作品
- ロジック・システム
  - 『東方快車 〜Orient Express〜』（1982年）
- 東京スカパラダイスオーケストラ
  - 『トーキョー・ストラット』（1996年）